# Charlie Aldrich
Charlie Aldrich (Agawam, 3 juni 1918) is een Amerikaanse countrymuzikant, gitarist en componist.

## Jeugd
Charlie Aldrich was afkomstig uit Agawam in Oklahoma. Tijdens de economische crisis in de wereld werkte hij op de farm van zijn moeder. Een vroege invloed was de zingende cowboy Gene Autry. In 1946 werd hij opgeroepen voor de militaire dienstplicht.

## Carrière
Na zijn ontslag bij het leger had hij zijn eerste openbare optreden bij de zender CBS, waar hij zijn eigen radioprogramma, Oklahoma Roundup, kreeg. Na zijn verhuizing naar Californië begon hij met de populaire swing-muzikant Spade Cooley te werken. In 1951 had hij met de song Walkin' The Guitar String zijn doorbraak. In de daaropvolgende periode kreeg hij een eigen tv-show, presenteerde drie verschillende radioprogramma's en publiceerde steeds weer platen. Toen de opkomende rock-'n-roll de countrymuziek verdrong, werd het ook rond Aldrich rustiger, totdat hij zich volledig terugtrok uit de muziekbusiness.
- Library of Congress Control Number: no2006117355
- Virtual International Authority File: 14535149